# Chester (Maine)
Chester ist eine Town im Penobscot County des Bundesstaates Maine in den Vereinigten Staaten. Im Jahr 2020 lebten dort 549 Einwohner in 263 Haushalten auf einer Fläche von 118,7 km².

## Geografie
Nach dem United States Census Bureau hat Chester eine Gesamtfläche von 118,7 km², die ausschließlich aus Landfläche besteht.

### Geografische Lage
Chester liegt zentral im Penobscot County. Die südöstliche Grenze des Gebietes bildet der Penobscot River. Mehrere kleine Flüsse fließen in südliche Richtung durch das Gebiet der Town und münden im Penobscot River. Es gibt auf dem Gebiet der Town keine Seen. Die Oberfläche ist eben, ohne nennenswerte Erhebungen.

### Nachbargemeinden
Alle Entfernungen sind als Luftlinien zwischen den offiziellen Koordinaten der Orte aus der Volkszählung 2010 angegeben.
- Nordosten: Woodville, 11,2 km
- Osten: Winn, 13,6 km
- Südosten: Lincoln, 10,2 km
- Süden und Westen: North Penobscot, Unorganized Territory, 51,5 km

### Stadtgliederung
In Chester gibt es mehrere Siedlungsgebiete: Chester, Craigvale, Fleming und Pea Ridge.

### Klima
Die mittlere Durchschnittstemperatur in Chester liegt zwischen −11,1 °C (12 °F) im Januar und 20,6 °C (69 °F) im Juli. Damit ist der Ort gegenüber dem langjährigen Mittel der USA um etwa 9 Grad kühler. Die Schneefälle zwischen Oktober und Mai liegen mit bis zu zweieinhalb Metern mehr als doppelt so hoch wie die mittlere Schneehöhe in den USA; die tägliche Sonnenscheindauer liegt am unteren Rand des Wertespektrums der USA.

## Geschichte
Die Besiedlung auf dem Gebiet von Chester startete im Jahr 1823. Der erste Siedler auf dem Gebiet war Frank Stratton aus Albion. Am 26. Februar 1834 wurde Chester als eigenständige Town organisiert, zuvor waren gängige Bezeichnungen Township No. 1, Eighth Range North of Waldo Patent (T1 R8 NWP), River Township No. 1, West of Penobscot River. Benannt wurde Chester nach Samuel Chesley, der aus Chester, New Hampshire stammte.

### Einwohnerentwicklung
| Volkszählungsergebnisse – Town of Chester, Maine | Volkszählungsergebnisse – Town of Chester, Maine | Volkszählungsergebnisse – Town of Chester, Maine | Volkszählungsergebnisse – Town of Chester, Maine | Volkszählungsergebnisse – Town of Chester, Maine | Volkszählungsergebnisse – Town of Chester, Maine | Volkszählungsergebnisse – Town of Chester, Maine | Volkszählungsergebnisse – Town of Chester, Maine | Volkszählungsergebnisse – Town of Chester, Maine | Volkszählungsergebnisse – Town of Chester, Maine | Volkszählungsergebnisse – Town of Chester, Maine |
| Jahr                                             | 1800                                             | 1810                                             | 1820                                             | 1830                                             | 1840                                             | 1850                                             | 1860                                             | 1870                                             | 1880                                             | 1890                                             |
| ------------------------------------------------ | ------------------------------------------------ | ------------------------------------------------ | ------------------------------------------------ | ------------------------------------------------ | ------------------------------------------------ | ------------------------------------------------ | ------------------------------------------------ | ------------------------------------------------ | ------------------------------------------------ | ------------------------------------------------ |
| Einwohner                                        |                                                  |                                                  |                                                  |                                                  | 277                                              | 340                                              | 318                                              | 350                                              | 362                                              | 368                                              |
| Jahr                                             | 1900                                             | 1910                                             | 1920                                             | 1930                                             | 1940                                             | 1950                                             | 1960                                             | 1970                                             | 1980                                             | 1990                                             |
| Einwohner                                        | 363                                              | 349                                              | 285                                              | 253                                              | 258                                              | 256                                              | 261                                              | 255                                              | 434                                              | 442                                              |
| Jahr                                             | 2000                                             | 2010                                             | 2020                                             | 2030                                             | 2040                                             | 2050                                             | 2060                                             | 2070                                             | 2080                                             | 2090                                             |
| Einwohner                                        | 525                                              | 546                                              | 549                                              |                                                  |                                                  |                                                  |                                                  |                                                  |                                                  |                                                  |

## Wirtschaft und Infrastruktur

### Verkehr
Entlang der westlichen Grenze des Gebietes von Chester verläuft in nordsüdlicher Richtung die Interstate 95. Parallel zum Penobscot River führt die Maine State Route 116 durch das Gebiet.

### Öffentliche Einrichtungen
In Chester gibt es keine medizinischen Einrichtungen oder Krankenhäuser. Nächstgelegene Einrichtungen für die Bewohner von Chester befinden sich in Lincoln und Howland.
Chester verfügt über keine eigene Bücherei. Die nächstgelegenen Büchereien befinden sich in Lincoln, Mattawamkeag und East Millinocket.

### Bildung
Chester gehört mit Lincoln und Mattawamkeag zum Regional School Unit 67. Im Schulbezirk stehen folgende Schulen zur Verfügung:
- Ella P. Burr School in Lincoln, mit Schulklassen von Pre-Kindergarten bis zum 3. Schuljahr
- Mattanawcook Jr. High School  in Lincoln, vom 4. bis zum 8. Schuljahr
- Mattanawcook Academy in Lincoln, vom 9. bis zum 12. Schuljahr